# Manuel De Toni
Manuel De Toni (* 10. Januar 1979 in Feltre) ist ein italienischer Eishockeyspieler, der seit 1994 beim HC Alleghe und derzeit in der Serie B unter Vertrag steht.      

## Karriere
Manuel De Toni verbrachte seine gesamte Vereinskarriere beim HC Alleghe. Überwiegend spielte er mit der Mannschaft in der Serie A1, der höchsten italienischen Spielklasse. Für die Mannschaft gab er in der Saison 1994/95 sein Debüt im professionellen Eishockey. Seit der Saison 2011/12 ist der Center Mannschaftskapitän in Alleghe. Nach der Spielzeit 2012/13 musste der Klub die Serie A verlassen und startete einen Neuanfang in der dritten Liga. Nach dem sofortigen Aufstieg in die zweitklassige Serie B gelang 2015 auch dort der Titelgewinn, die Mannschaft scheiterte jedoch in den Aufstiegsspielen und verblieb somit in der Serie B.

### International
Für Italien nahm De Toni im Juniorenbereich an den U18-Junioren-B-Europameisterschaften 1995 und 1997 sowie der U20-Junioren-B-Weltmeisterschaft 1997 und der U20-Junioren-C-Weltmeisterschaft 1999 teil. Im Seniorenbereich stand er im Aufgebot seines Landes bei den Weltmeisterschaften der Division I 2003, 2004, 2009 und 2011 sowie bei der Top-Division 1999, 2000, 2001, 2002, 2006, 2007, 2008, 2010 und 2012. Zudem vertrat er Italien bei den Olympischen Winterspielen 2006 in Turin sowie der Qualifikation zu den Olympischen Winterspielen in Vancouver 2010.

## Erfolge und Auszeichnungen
- 2009 Aufstieg in die Top-Division bei der Weltmeisterschaft der Division I
- 2011 Aufstieg in die Top-Division bei der Weltmeisterschaft der Division I
- 2014 Meister der Serie C und Aufstieg in die Serie B mit dem HC Alleghe
- 2015 Meister der Serie B mit dem HC Alleghe